# Музей Кастельвеккіо
Музей Кастельвеккіо (італ. Museo di Castelvecchio) — музей у м. Вероні, Італія. Розміщується у замку Кастельвеккіо. Музей був заснований у 1923 році; відкритий для відвідування після реставраційних робіт 1957–1973 років (архітектор — Карло Скарпа).
Музей володіє великою колекцією середньовічного мистецтва, яка нараховує 3 000 картин, 80 скульптур, зброї, ювелірні вироби та інших предметів.

## Історія
Первісне ядро колекції музею Кастельвеккіо складають близько 200 творів, що колись належали місту та церкві, які художнику Саверіо делла Роза вдалося врятувати від наполеонівського привласнення і створити громадську муніципальну галерею, яка відкрилась в 1827 році в Лоджії-дель-Консільйо на п'яцца дей Сіньйорі.
Пізніше до них були додані античні предмети з мармуру, антикварні речі та медалі, які тимчасово зберігались у муніципальній бібліотеці. Перше велике приватне пожертвування картин зробили графи Джуліо та Алессандро Помпеї, які також подарували Палаццо алла Вітторія (XVI ст.), збудованому за проектом архітектора Мікеле Санмікелі (1484–1559), який став першою будівлею для міського музею, що офіційно відкрився в 1857 році. Колекція Помпеї, що складалася із творів станкового живопису (деякі з них були написані на світську тематику, але менші за розміром, ніж релігійні твори великого розміру з первісної колекції), збалансувала ядро галереї.
Ця тенденція продовжилась із придбанням колекцій двох заможних жителів Верони, Чезаре Бернасконі (1869), а пізніше Андреа Монги (1904 та 1911). Після цього відбулося придбання портрета Пазе Гвар'єнті (1858). До 1930-х років колекція музею постійно поповнювалася завдяки дарункам та пожертуванням (Орті Манара, Лацізе-Гадзола, нумізматичний кабінет Венери, Алессандрі, Бурі, Антоніо Помпеї, Камплой, Дзанноні, Гроссуле, Баллардо, Месседалья, Каносса, Да Прато, Форті, Далл'Ока та ін). Пізніше музейна колекція збільшилась завдяки дарункам Гадзоли (1956) і Куппіні (1992), а також Сірени, Прато, Даль Форно, Романіна Якура, Доріо, Ветторе, Галло, і Асоціації друзів Кастельвеккіо і Міським музеям мистецтва Верони, Народному банку та Фонду Каріверона.
У 1958–1964 роках з ініціативи директора Лічіско Маганьято замок Кастельвеккіо (XIV ст.), що раніше належав династії Делла Скала, було відновлено та реконструйовано за проєктом архітектора Карло Скарпа (1906–1978).

## Колекція
У колекції музею Кастельвеккіо зберігаються близько 3 000 картин і 80 скульптур, ювелірні вироби тощо. Інтернаціональна готика представлена творами таких майстрів як Стефано ді Джованні, Пізанелло, Якопо Белліні, Мікеле Джамбоно і Джованні Баділе.
Майстри доби Відродження представлені роботами Ліберале да Верона, Франческо Бонсіньйорі, Доменіко і Франческо Мороне. У колекції також є дві роботи представників венеціанської школи, серед яких виділяються дві «Мадонни із немовлям» Джованні Белліні, а також твори фламандських та голландських художників.
Тут також зберігаються роботи художників XVI–XVIII століття, серед яких: Паоло Моранда Каваццола, Джироламо дай Лібрі, Джованні Франческо Карото, Паоло Веронезе, Якопо Тінторетто, Алессандро Туркі, Себастьяно Річчі, Джанбаттіста і Доменіко Тьєполо, П'єтро Лонгі і Франческо Гварді.

## Викрадення картин
11 листопада 2015 року з музею Кастельвеккіо зловмисники викрали 17 картин. Проте вже 6 травня 2016 року зниклі твори знайшли в Одесі. У червні 2016 року знайдені полотна виставили у Національному музеї мистецтв ім. Богдана і Варвари Ханенків.
21 грудня 2016 року картини повернулися до музею.